# Tadeusz Kałużny
Tadeusz Kałużny (ur. 2 czerwca 1959 w Kaliszu) – polski duchowny katolicki, sercanin, teolog specjalizujący się w zakresie teologii dogmatycznej i ekumenizmu, profesor nadzwyczajny Uniwersytetu Papieskiego Jana Pawła II w Krakowie (UPJPII).

## Życiorys
W latach 1980–1986 odbył studia filozoficzno-teologiczne Wyższym Seminarium Misyjnym Księży Sercanów w Stadnikach (WSM). 19 czerwca 1986 uzyskał sakrament święceń. W 1989 ukończył studia licencjackie w Papieskim Instytucie Wschodnim w Rzymie, zaś w 1995 w tej samej uczelni uzyskał stopień naukowy doktora. W latach 1995–2002 był ojcem duchownym w WSM w Stadnikach. W 2000 został zatrudniony w Katedrze Ekumenizmu Papieskiej Akademii Teologicznej w Krakowie. Stopień doktora habilitowanego nauk teologicznych uzyskał w 2008 na podstawie dorobku i rozprawy pt. Nowy sobór ogólnoprawosławny. Natura, historia przygotowań, tematyka. W 2009 został kierownikiem Katedry Ekumenizmu Wydziału Teologicznego UPJPII, a w 2013 profesorem nadzwyczajnym tej uczelni.
W 2019 został członkiem Rady Naukowej czasopisma „Studia i Dokumenty Ekumeniczne”.

## Wybrane publikacje
- Sekret Nikodema. Nieznane oblicze Rosyjskiego Kościoła Prawosławnego (studium historyczno-ekumeniczne), Kraków : Wydaw. Księży Sercanów, 1999.
- Nowy sobór ogólnoprawosławny. Natura, historia przygotowań, tematyka, Kraków: Wydawnictwo Księży Sercanów, 2008.
- Ekumenia a współczesne wyzwania moralne (red. nauk. wspólnie ze Zdzisławem Kijasem), Kraków: Wydawnictwo Naukowe PAT, 2009.
- Wspólnota Anglikańska a ekumenia. Wokół konstytucji apostolskiej "Anglicanorum coetibus" Benedykta XVI (red. nauk. wspólnie ze Zdzisławem Kijasem), Kraków: Wydawnictwo Naukowe UPJP II, 2010.
- Na drogach jedności. Dwustronne dialogi doktrynalne Kościoła rzymskokatolickiego na płaszczyźnie światowej, Kraków: Wydawnictwo Księży Sercanów, 2012[4].